# Eriborus epiphyas
Eriborus epiphyas är en stekelart som beskrevs av Paull och Austin 2006. Eriborus epiphyas ingår i släktet Eriborus och familjen brokparasitsteklar. Inga underarter finns listade i Catalogue of Life.